# Mateusz Długołęcki
Mateusz Długołęcki (* 12. července 1993, Przasnysz) je polský fotbalový obránce či záložník, od července 2016 působící v klubu Znicz Pruszków, kde je na hostování z Piastu Gliwice. Je bývalým mládežnickým reprezentantem Polska.

## Klubová kariéra
Svoji fotbalovou kariéru začal v MKS Przasnysz, odkud v průběhu mládeže zamířil do klubu Legia Varšava. V roce 2011 se propracoval do seniorské kategorie, kde působil v prvním týmu i rezervě. Před ročníkem 2013/14 odešel na hostování do Dolcanu Ząbki. V týmu působil dvě sezony. V létě 2015 se vrátil do Legie a přestoupil do Piastu Gliwice, kde podepsal dvouletý kontrakt s následnou opcí. Nastupoval pouze za B-mužstvo. V zimním přestupovém období sezony 2015/16 odešel hostovat do klubu MZKS Chrobry Głogów. Po půl roce se vrátil do Piastu. V červenci 2016 zamířil na další hostování, tentokrát do týmu Znicz Pruszków.